# Begonia axillaris
Begonia axillaris é uma espécie de Begonia.